# Поросяча латина
Поросяча латина (англ. Pig Latin, «самоназва» — Igpay Atinlay) — «таємна мова», що являє собою зашифровану англійську мову. У Великій Британії також називається backslang.

## Правила
Всупереч своїй назві, поросяча латина ніяк не пов'язана з латинською мовою. «Переклад» з англійської мови здійснюється в такий спосіб.
1. Якщо слово починається на один чи декілька приголосних звуків, початкові приголосні переміщуються в кінець слова і додається ay. Так ball («куля», «м'яч») перетворюється в all-bay, button («ґудзик», «кнопка») — в utton-bay, star («зірка») — в ar-stay, three («три») — в ee-thray, question («питання») — в estion-quay.
2. Якщо слово починається на голосний звук, в кінці просто додається певний склад, який закінчується на ay. Який саме склад, залежить від конкретного «діалекту» поросячої латини: це можуть бути склади way, yay, hay чи просто ay. Таким чином, a (невизначений артикль) в залежності від «діалекту» перетворюється на a-way, a-yay, a-hay або a-ay. Слід мати на увазі, що, наприклад honest («чесний») перекладається як honest-way, honest-yay тощо, а не onest-hay, так як це слово починається на приголосну літеру, але на голосний звук, перша літера h не вимовляється.

У вищенаведених прикладах риски застосовуються для ілюстрації, звичайно запис на поросячій латині здійснюється без них: allbay, uttonbay, eethray тощо.
Нижче наданий приклад тексту на поросячій латині:
Isthay isway anway exampleway ofway Igpay Atinlay. Asway ouyay ancay eesay, itsway illysay, utbay otslay ofway unfay orfay ildrenchay.
Відповідний йому англійський текст:
This is an example of Pig Latin. As you can see, its silly, but lots of fun for children.
Український переклад:
Це приклад поросячої латини. Як бачите, це — нісенітниця, але досить цікаво для дітей.
Офіційного стандарту на поросячу латину не існує, однак принцип переміщення початкових приголосних у кінець слова й додавання ay універсальний. Як у більшості мов, у поросячій латині є багато різних форм або «діалектів». Основне діалектне розходження складається в різних способах перекладу слів з початковим голосним, тобто в різних варіантах правила 2. Однак у деяких діалектах використовується й інший варіант правила 1: у кінець слова переноситься тільки перший початковий приголосний, якщо слово починається на скупчення приголосних, те решта залишаються на початку, напр. street («вулиця») перетворюється в treet-say. Є й ще один варіант цього правила, у якому з початкового скупчення приголосних переноситься тільки його несонорна частина, у той час як l або r залишаються на початку слова: street — reet-stay.
Поросяча латина не є взаємо-однозначною мовою щодо англійської, різні англійські слова можуть однаково перекладатися на поросячу латину. Наприклад, якщо використовувати way- варіант правила 2, те itch («сверблячка») і witch («чаклунка») перекладаються як itchway.

## Використання
Поросячу латину звичайно використовують діти для того, щоб приховати свої розмови від дорослих або просто для розваги. В той же час до неї іноді вдаються і дорослі, якщо вони поруч із маленькими дітьми і розмовляють на теми, не бажані для дитячих вух. Також поросячою латиною можуть говорити англомовні туристи, якщо місцеві жителі розуміють англійську мову і є бажання сховати розмову від навколишньої публіки.
Вплив поросячої латини на англійську мову мінімальний, хоча деякі слова на поросячій латині ввійшли в англомовний сленг. Найвідоміші з них — це ixnay (від nix — «тихо!», «шухер!») і amscray (від scram — «йти геть», з тим же значенням, як правило використовується в наказовому способі).
Правила поросячої латини в принципі можна застосувати до будь-якої мови, однак найчастіше мова йде саме про зашифровану англійську. Існують також інші «таємні мови» з іншими правилами, а іноді термін «поросяча латина» використовують як їхню узагальнену назву.